# Bíblia do Pontifício Instituto Bíblico de Roma
A Bíblia do Pontifício Instituto Bíblico é uma edição brasileira das Sagradas Escrituras cristãs publicada pela Edições Paulinas em 1967, sendo uma versão em português da edição original em italiano La Sacra Bibbia tradotta dai testi originali con note, a cura del Pontificio Istituto Biblico di Roma traduzida diretamente dos originais grego, aramaico e hebraico, pelo padre Alberto Vaccari. 
Com extensas introduções, comentários e notas de rodapé elaboradas em uma linguagem científica sintonizada com os melhores progressos das ciências e reportando, de igual modo, centenas de Documentos da Igreja e comentários dos Doutores da Fé católica, a Bíblia do PIB se tornou a mais avançada a ser produzida, e por sua riqueza documental e doutrinária, com conteúdo de altíssimo nível, é considerada a melhor Bíblia produzida da História em um único volume, superando inclusive a posterior famosa Bíblia de Jerusalém produzida anos depois. Deste modo, é perfeita para o estudo e compreensão dos aspectos históricos e culturais bem como para a meditação e espiritualidade católica, aliando a Fé, a solidez doutrinal da Igreja, com sua precisão filosófico-teológica, e a Ciência, com os últimos avanços do conhecimento da Arqueologia bíblica, Antropologia, História, Geografia e as demais Ciências sociais. 
Por não ter tido edições posteriores, haja vista que a própria edição brasileira publicada em 1967 ter sido um lapso, por conter notas contrárias ao espírito e a letra do Vaticano II, hoje é considerada raríssima, sendo anunciada por altos valores em sites especializados como MercadoLivre e Estante Virtual

## Antecedentes históricos
A partir de meados do século XIX e ao longo do século XX, a intensidade das controvérsias entre os católicos, sobre as relações da Igreja com as liberdades modernas alcançou o auge. A ênfase dessas discussões transitou desde temas políticos e sociais a teológicos e filosóficos; seu eixo se situaria no complexo equilíbrio entre o respeito à ortodoxia da doutrina cristã sob depósito da Igreja Romana e o consequente respeito ao magistério da Igreja e a uma alegada necessidade de diálogo e integração na sociedade em constante mudança a partir da Revolução Industrial.
No início, a crise centrava-se nas novas propostas políticas e nas relações entre a Igreja e o Estado. De um lado os apoiantes do antigo regime e do outro aqueles que aderiram à, depois denominada, "autonomia do temporal"; ambas posições manifestaram suas fraquezas quando se tornaram extremas (AUBERT, 1977, p.45). 
Este episódio motivou a primeira manifestação do chamado "catolicismo de conciliação" – um retorno às fontes cristãs da Patrística e com vontade de ajustar-se aos tempos da democracia política, do liberalismo econômico e da liberdade cultural. 
Do lado reacionário estava o "catolicismo de rejeição", com os  ultramontanos, que rejeitavam um diálogo com a modernidade e lançava anátemas a tudo que ia de encontro à moral e ao dogma católico. Esse setor poderoso da Igreja tinha firmes posições defensivas da tradição, mesmo de total fechamento (MALLIMACI, 2004, p.27-28). Dois autores símbolos dessa corrente ortodoxa dentro da Igreja católica são Jean-Joseph Gaume, autor do clássico e insuperável Catecismo da Perseverança, em dez volumes, disponível gratuitamente em língua portuguesa pelo site Obras católicas  e Henri Delassus, autor da obra-denúncia Conjuração anti-Cristã, em três volumes, disponível gratuitamente em língua portuguesa pelo site Alexandria católica. 
No auge de toda essa peleia, o papa Pio IX promulgou o Sílabo dos erros, condenando todas as proposições erradas da época, proposições essas que foram prosaica e paradoxalmente tanto aprovadas como promovidas pelo Vaticano II, como afirmou o Prefeito do Santo Ofício Bento XVI quando Cardeal:
Na condição de eminentíssimo Cardeal e Prefeito da Congregação para a Doutrina da Fé, o então Joseph Ratzinger apontou graves rupturas nos documentos pastorais do Vaticano II. Suas acusação mais grave diz respeito ao documento Gaudium et Spes, classificado por ele de Anti-Syllabus. Vejamos no texto a seguir: “Se se deseja emitir um diagnóstico global sobre este texto [da Gaudium et Spes] poder-se-ia dizer que significa (junto com os textos sobre a liberdade religiosa e sobre as religiões mundiais) uma revisão do Syllabus de Pio IX, uma espécie de Antisyllabus” (Cardeal Joseph Ratzinger. Teoria dos Princípios Teológicos. Barcelona: Editorial Herder, 1985, pág. 457. Negrito nosso). E o Cardeal disse ainda: “Contentemo-nos aqui com a comprovação de que o documento desempenha o papel de um Anti Syllabus, e, em conseqüência, expressa a intenção de uma reconciliação oficial da Igreja coma nova época estabelecida a partir do ano de 1789" (Cardeal Ratzinger. Teoria dos Princípios Teológicos. Barcelona: Editorial Herder, 1985, p. 458).
No entanto, os que estavam na vanguarda do Modernismo católico não se deram por vencidos. Associados em uma "conjuração anti-Cristã", conforme denunciava Monsenhor H. Delassus, esses hereges "cloacas de impureza" nos dizeres de Nossa Senhora de La Salette persistiram no seu intento de destruir a fé católica nos seus alicerces mais sagrados: a Bíblia, a Tradição e o Magistério católico que compõe a Revelação cristã.
Seus protagonistas queriam transformar a fé, a mentalidade e a cultura católica, modelando-a conforme o espírito da época, sob influência das modernas correntes do pensamento filosófico no campo científico, histórico e crítico como vitalismo, imanentismo, cientificismo e historicismo). Distorcendo a ideia defendida por São João Henrique Newman do Desenvolvimento da doutrina, esses intelectuais católicos alardeavam a evolução do dogma cujo auge foi a controvérsia modernista, durante o pontificado de São Pio X.
A "evolução dos dogmas" acabou por ser condenada e considerada herética na encíclica Pascendi Dominici Gregis (1907), escrita pelo Papa Pio X. Embora os intelectuais modernistas, tais como George Tyrrell e Alfred Loisy, defendiam algumas vezes a influência das ideias de Newman sobre o seu pensamento, o seu objetivo principal não era compreender as antigas raízes da doutrina católica nem estudar a compatibilidade de todas as declarações doutrinais (quer as do passado quer as do presente), mas sim era fazer evoluir a doutrina católica de acordo com as suas próprias ideias mutáveis, conforme o espírito liberal e relativista dos tempos. Por isso, o modernismo foi considerado pelo Papa Pio X como a "síntese de todas as heresias".
Nem todo modernista escancarou-se publicamente. Esses foram os mais perigosos inimigos da fé cristã, pois souberam usar de astúcia, agindo sorrateiramente a partir dos estudos promovidos sob uma terminologia dúbia, dissimulando e diluindo a verdade e o erro, principalmente na École Biblique que depois do Vaticano II editou a Bíblia de Jerusalém.
As tentativas de relacionar fé e história, de aprofundar e comparar os ensinamentos de Jesus de Nazaré e os ensinamentos da Igreja, conciliar a inerrância bíblica com as teorias de Julius Wellhausen ou com a Crítica histórico-literária da Bíblia dos modernistas sofreram um duro golpe por parte do Papa São Pio X, mas as ideias da Escola de Jerusalém seguiam serpeando o meio católico.
Em 1907 São Pio X condenou os trabalhos da falsa exegese bíblica como iniciativas anticatólicas e definiu os "modernistas" como "inimigos internos". Buscando promover a verdadeira exegese do Texto Sagrado, e sabendo que os dominicanos em Jerusalém na École Biblique estavam inclinados a heresia modernista, não acatando as ordens de Roma para estudar a Bíblia com o devido respeito, São Pio X fechou essa escola e fundou o Pontifício Instituto Bíblico, sob o cuidado dos jesuítas, para levar os estudos bíblicos a um patamar jamais visto na história da Igreja.
As consequências da decisão de São Pio X foram complexas: por um lado, consolidou-se a corrente fundamentalista, que passou a resistir à modernização da sociedade e a confrontar as possíveis mudanças dentro da própria Igreja, através inclusive de iniciativa como a La Sapinière; por outro lado, deu-se um desenvolvimento constante dos modernistas mitigados que, galgando postos estratégicos nas escolas, universidades e na Cúria Romana, restaram vencedores quando do Concílio Vaticano II, triunfando com sua Nouvelle théologie (Nova Teologia).
Conforme o especialista doutor Émile Poulat
"(...) em um século, nós passamos de um modernismo restrito a um modernismo generalizado (...) Nesse sentido, nós todos somos modernistas. Que aqueles que duvidam disso, ou o contestem, releiam os documentos pontifícios, o decreto Lamentabili e a encíclia Pascendi (1907). O fato é que o longo juramento antimodernista instituído por São Pio X, em 1910, foi abolido por Paulo VI um pouco mais de meio século depois" (Émile Poulat, Histoire, Dogme et Critique dans la Crise Moderniste, Albin Michel, Paris, 1962, Avant Propos da 3a edição, em 1995 p. VII e XVII)

O papa Pio X havia confiado aos mais proeminentes professores jesuítas no PIB uma versão autorizada da Bíblia em italiano. Mas foi o Papa Pio XI que finalmente encontrou no eminente teólogo jesuíta e professor do Instituto Bíblico de Roma padre Alberto Vaccari o promotor da tradução da Bíblia para o italiano a partir dos textos originais. Monsenhor Vaccari com sua equipe do PIB trabalharam por quase 40 anos nessa tradução, desde 1923 encerrando em 1958. O objetivo, além do primor do texto, era ser uma versão católica com introduções, comentários e notas que refutassem o modernismo, defendesse a fé e ao mesmo tempo fomentasse a piedade e a virtude da religião nos fiéis.
A partir do final da década de 1940, reapareceu com vigor o "catolicismo de conciliação", uma nova roupagem modernista, com base nas renovadoras obras teológicas desenvolvidas pelos dominicanos em Le Saulchoir e pelos jesuítas em Fourvière. Esta Nouvelle Théologie se opôs ao intelectualismo escolástico, deturpou ou abandonou Santo Tomás de Aquino, aprofundou o estudo dos Padres da Igreja e questionou a distância entre a teologia e a cultura moderna. 
Se, devido aos erros modernos, o Papa Leão XIII, através da Encíclica Aeterni, no ano de 1879, conclamava “Ide a Tomás”, iniciando a Neoescolástica, e São Pio X recomendava às universidades católicas que adotassem a Suma Teológica para combater o modernismo na Igreja, pois Santo Tomás fora sempre proposto pela Igreja católica como mestre de pensamento e modelo quanto ao reto modo de fazer Teologia, e com seu carisma de filósofo e teólogo, oferecera um válido modelo de harmonia entre razão e fé, com a Nouvelle Théologie Santo Tomás foi declarado ultrapassado.
Por isso as censuras promovidas pela encíclica Humani Generis, do Papa Pio XII, em 1950, e os expurgos de Fourvière e Le Saulchoir logo depois. Menos de quinze anos mais tarde, vários daqueles teólogos neomodernistas censurados atuariam como peritos no Concílio Vaticano II; Jean Daniélou, Yves Congar e Henri de Lubac seriam nomeados cardeais.
Por sua vez, o Padre Monsenhor Vaccari, em 1958 com 83 anos, consegue, com sua equipe do PIB, concluir a incumbência que lhe dera o Papa Pio XI, em 1923, e anuncia finalmente a Bíblia Sagrada do Pontifício Instituto Bíblico, fruto de 35 anos de intensos estudos e pesquisas, símbolo da ortodoxia da fé católica.

## A versão italiana
A iniciativa de tradução de Monsenhor Vaccari foi desencadeada por um pedido de São Pio X ao Pontifício Instituto Bíblico, mas só foi concluída no final da década de 1950, com a ajuda de outros colaboradores. A obra foi publicada em nove volumes (mais um índice) em Florença, na editora Salani, entre 1943 e 1958, com o título A Bíblia Sagrada traduzida dos textos originais com notas do Pontifício Instituto Bíblico de Roma. 
Vaccari não foi apenas o diretor e editor-chefe, mas também editou pessoalmente as versões dos livros de Gênesis, Levítico, alguns livros históricos, livros poéticos, profetas maiores, nove profetas menores, Evangelho de Lucas, Carta aos Hebreus, Cartas Católicas e Apocalipse. Com sua escrupulosa atenção filológica aos textos originais e antigas traduções da Bíblia, inaugurou um novo estilo e método de estudo, que o Padre Giovanni Rinaldi (1966) define com uma feliz expressão "humanismo eclesiástico-exegético"

Depois de uma intensa atividade no campo da exegese bíblica, compromisso ao qual dedicou toda a sua vida, Vaccari faleceu em Roma na manhã de 6 de dezembro de 1965, aos noventa anos, na véspera da conclusão do Vaticano II.
A exatidão científica desta versão bíblica e seu reconhecimento e acolhimento pelos melhores biblistas, teólogos, clero e laicato católico, ensejaram sua tradução em dezenas de línguas, entre elas, e tardiamente, a língua portuguesa, no Brasil, em 1967. 
A demora da publicação em língua portuguesa, somente 9 anos após a publicação italiana, fez com que houvesse apenas uma única edição, haja vista que a versão original não trazia o Aggiornamento do Concílio Vaticano II. É ainda discutido como os editores conseguiram a aprovação desta Bíblia em 1967, dois anos após o fim do Vaticano II e em pleno frenesi de mudanças pastorais e eclesiológicas.
Fato é que, por sua beleza e exatidão, ainda logrou uma edição parcial (do texto apenas) em 1985 e 1995, mas sem mais as notas e introduções originais. O Nihil obstat e o Imprimatur para os países de língua portuguesa foram dados em São Paulo, para as Paulinas COMEP.  O Novo Testamento está disponível para download gratuito no seguinte endereço: https://alexandriacatolica.blogspot.com/2013/08/traducao-dos-textos-originais-com-notas.html

## A versão brasileira
Na década de 40 e 50 diversos padres brasileiros foram enviados por suas (arqui)dioceses a Roma para fazer especialização bíblica no Pontifício Instituto Bíblico, a melhor universidade bíblica do mundo. Lá eles tiveram aula com o Dr. Pe. Monsenhor Vaccari e tomaram conhecimento do meticuloso trabalho de tradução que a equipe de padre Vaccari estava empreendendo. Muitos desses padres associaram-se nos estudos de investigação dos manuscritos e códices antigos, estudando e produzindo conhecimento a nível doutoral sobre as ciências bíblicas e afins. A Bíblia do PIB, em sua edição italiana, foi finalmente editada em um único volume na Itália em 1958. Alguns padres, de volta ao Brasil, sugeriram uma edição portuguesa da já célebre versão italiana. Demorou ainda alguns anos, por questões temporais, burocráticas e financeiras mas finalmente em 1967 a edição brasileira para as nações de fala portuguesa estava pronta. Contou com a revisão exegética de Padre Frederico Dattler, S.V.D, Fr. Daniel de Conchas O.F.M.cap., Padre Léo Persch (que já havia lançado em 1951 Um Só Evangelho ou Harmonia dos Evangelhos a partir dos estudos com o reitor do PIB, Dr. Pe. Ernesto Vogt, Padre Antônio Charbel S.D.B., Padre Joaquim Salvador S.D.B. e revisão de Padre Lucas Caravina S.S.P e Frei H. Dalbosco S.S.P. 

## Comparação entre a Bíblia do PIB e a Bíblia de Jerusalém
| Livro                | Bíblia do PIB | Bíblia de Jerusalém |
| -------------------- | --- | --- |
| Mateus 6,7           | E, na oração, não sejais PALAVROSOS como os gentios, que imaginam que hão de ser ouvidos graças à sua verbosidade. | Nas vossas orações não useis de VÃS REPETIÇÕES, como os gentios, porque imaginam que é pelo palavreado excessivo que serão ouvidos. |
| Mateus 17,21         | Mas esta casta não se expulsa senão com oração e jejum. | A Bíblia de Jerusalém não reconhece a canonicidade de Mateus 17,21 embora este versículo bíblico tenha sido usado pela Igreja desde sempre. |
| Mateus 18,11         | porque eu vos digo que os seus anjos nos céus contemplam continuamente a face de meu Pai que está nos céus. | A Bíblia de Jerusalém não reconhece a canonicidade de Mateus 18,11 embora este versículo bíblico tenha sido usado pela Igreja desde sempre. |
| Marcos 9,29          | Ele respondeu-lhes: Esta CASTA DE DEMÔNIOS de nenhum modo se pode expulsar, a não ser com a oração E O JEJUM. | Ele respondeu: Essa espécie não pode sair a não ser com oração. [A BJ, com esta tradução, extirpa a indispensabilidade do piedoso jejuar contra certos demônios além de adulterar a única passagem evangélica relacionada a este fato, já que desconhece o paralelo em Mt 17,21.] |
| Marcos 9, 44-46      | E, se o teu pé é para ti ocasião de pecado, corta-o; melhor é entrares na vida coxo, do que tendo ambos os pés e seres lançado na geena. | A Bíblia de Jerusalém não reconhece a canonicidade de Marcos 9, 44, 45 e 46 embora estes versículos bíblicos não tenham sido considerados espúrios pela Igreja no correr dos séculos. |
| Lucas 1,26-38        | Ao sexto mês, o anjo Gabriel foi enviado por Deus a uma cidade da Galiléia chamada Nazaré, a uma virgem que era noiva dum homem chamado José, da casa de Davi, e a virgem chamava-se Maria. Ao entrar para junto dela, disse: SALVE, ó cheia de graça, o Senhor é contigo. A estas palavras, ela perturbou-se e perguntava-se o que significaria aquela saudação. Mas o anjo lhe disse: Não temas, Maria, pois achaste graça diante de Deus. Eis que conceberás e darás à luz um filho, ao qual darás o nome de Jesus. Ele será grande e chamar-se-á Filho do Altíssimo: dar-lhe-á o Senhor Deus o trono de seu pai Davi, reinará eternamente na casa de Jacó e o seu reinado não terá fim. Disse Maria ao anjo: Como se realizará isso, pois eu não conheço homem? Respondeu-lhe o anjo: Virá sobre ti o Espírito Santo, e a potência do Altíssimo te recobrirá, e por isso também o santo que há de nascer será chamado Filho de Deus. E eis que também Isabel, tua parenta, concebeu um filho, na sua velhice, e este é o sexto mês daquela que era chamada estéril, porque a Deus nada é impossível. Disse então Maria: Eis a serva do Senhor! Faça-se em mim segundo a tua palavra. E o anjo retirou-se de junto dela. | No sexto mês, o anjo Gabriel foi enviado por Deus a uma cidade da Galiléia, chamada Nazaré, a uma virgem desposada com um varão chamado José, da casa de Davi; e o nome da virgem era Maria. Entrando onde ela estava, disse-lhe: ALEGRA-TE, cheia de graça, o Senhor está contigo! Ela ficou intrigada com essa palavra e pôs-se a pensar qual seria o significado da saudação. O Anjo, porém, acrescentou: Não temas, Maria! Encontraste graça junto de Deus. Eis que conceberás no teu seio e darás à luz um filho, e tu o chamarás com o nome de Jesus. Ele será grande, será chamado Filho do Altíssimo, e o Senhor Deus lhe dará o trono de Davi, seu pai; ele reinará na casa de Jacó para sempre, e o seu reinado não terá fim. Maria, porém, disse ao Anjo: Como é que vai ser isso, se eu não conheço homem algum? O anjo lhe respondeu: O Espírito Santo virá sobre ti e o poder do Altíssimo vai te cobrir com a sua sombra; por isso o Santo que nascer será chamado Filho de Deus. Também Isabel, tua parenta, concebeu um filho na velhice, e este é o sexto mês para aquela que chamavam de estéril. Para Deus, com efeito, nada é impossível. Disse, então, Maria: Eu sou a serva do Senhor; faça-se em mim segundo a tua palavra! E o Anjo a deixou. |
| Lucas 1,42s          | E exclamou em alta voz: Bendita és tu entre as mulheres e bendito o fruto do teu ventre! E donde me é dado A GRAÇA que venha visitar-me a mãe de meu Senhor? | Com um grande grito, exclamou: Bendita és tu entre as mulheres e bendito é o fruto de teu ventre! Donde me vem que a mãe do meu Senhor me visite? |
| Lucas 23,17          | Por ocasião da festa devia ele soltar-lhes um preso. | A Bíblia de Jerusalém não reconhece a canonicidade de Lucas 23,17 |
| João 5,4             | De fato, o anjo de Deus descia, de tempos a tempos, à piscina e agitava a água; e o primeiro que mergulhasse, depois da agitação da água, ficava curado de qualquer mal de que estivesse afligido. | A Bíblia de Jerusalém não reconhece a canonicidade de João 5,4. |
| Romanos 1,16s        | Oh! em verdade, eu não me envergonho do Evangelho ["ou seja, a boa-nova que Jesus Cristo anunciou"], que é a força de Deus ["instrumento poderoso e eficaz de que Deus se vale"] para a salvação ["tomada no sentido complexo de libertação do pecado, de justificação no tempo presente mediante a graça santificante e de glória definitiva na vida futura"] de todo o crente: primeiramente do judeu, depois do gentio, ["duas classes que abrangem todos os homens"] porque nele se revela a justiça de Deus, procedendo da fé para a fé, conforme está escrito: o justo viverá em virtude da fé. ["Com efeito, no Evangelho manifesta-se essa justiça que Deus confere aos homens, a qual os torna justos diante dele, mediante a graça santificante, que, por sua vez, pressupõe, como disposição necessária para sua obtenção, a fé em Jesus Cristo; fé que vai crescendo em intensidade e se torna cada vez mais perfeita"]. (os colchetes encerram as notas que são amalgamadas ao texto desta versão). | Na verdade, eu não me envergonho do evangelho: ele é força de Deus para a salvação de todo aquele que crê, em primeiro lugar do judeu, mas também do grego. Porque nele a justiça de Deus se revela da fé para a fé, conforme está escrito: O justo viverá da fé. |
| Gálatas 5, 16        | Pois bem, eu digo: Procedei segundo o espírito¹ e não dareis satisfações aos desejos da carne². (As notas de rodapé esclarecem: (¹) isto é, segundo as normas da vossa mente iluminada e guiada pelo Espírito Santo, que está em vós; (²)a carne é a natureza humana, decaída pela culpa do pecado original, com todas as suas más tendências) | Mas se vos deixais guiar pelo Espírito, não estais debaixo da lei. (Enquanto o PIB ordena: "Procedei", a BJ condiciona "Mas se". Além do mais o PIB antepõe, por lógica, Espírito e Carne, salientando a Concupiscência, tema caro a Teologia moral católica) |
| Gálatas 4,15         | Onde se foram os vossos sentimentos de alegria? Na verdade, eu posso dar a vosso favor este testemunho: que, se possível fora, vos teríeis arrancado os olhos, para mos dar. | Onde estão agora as vossas felicitações? Pois eu vos testemunho que, se vos fosse possível, teríeis arrancado os olhos para dá-los a mim. |
| Gálatas 5, 16.19-24  | Ora as obras da carne são bem conhecidas: fornicação, impureza, libertinagem, idolatria, malefícios, inimizades, contendas, ciúmes, iras, disputas, discórdias, facciosismos, invejas, embriaguezes, orgias e coisas semelhantes a essas, sobre as quais vos previno, como já o fizera: os que as cometem não participarão do reino de Deus. Mas o fruto do Espírito é caridade, alegria, paz, paciência, afabilidade, bondade, fidelidade, mansidão, temperança. Contra tais coisas não existe lei¹. Ora os que pertencem a Cristo crucificaram a carne com as suas paixões e os seus desejos². (as notas de rodapé esclarecem: (¹) nem civil, que as proíba, nem penal, que venha punir as infrações; se todos praticassem o bem por convicção íntima e amor da virtude nem haveria necessidade de se promulgar leis; (²) Os cristãos incorporados a Jesus Cristo mediante a graça recebida no batismo, em virtude da sua união com Jesus Crucificado, estão mortos para o mundo e para as paixões, a fim de viverem uma vida sobrenatural. Devem, portanto, mortificar e combater a carne, isto é, as más inclinações". Fato é que o assunto da Mortificação foi abandonado na Ascese pós Vaticano II sendo inclusive completamente excluído da Teologia da libertação que domina a totalidade das Comunidades eclesiais de base no Brasil, fazendo esse tema ser desconhecido por 90% dos católicos do país, e os padres que falam da Doutrina católica na Homilia são taxados "cavaleiros de batina do Apocalipse") | Ora, as obras da carne são manifestas: fornicação, impureza, libertinagem, idolatria, feitiçaria, ódio, rixas, ciúmes, ira, discussões, discórdia, divisões, invejas, bebedeiras, orgias e coisas semelhantes a estas, a respeito das quais eu vos previno, como já vos preveni: os que tais coisas praticam não herdarão o Reino de Deus. Mas o fruto do Espírito é amor, alegria, paz, longanimidade, benignidade, bondade, fidelidade, mansidão, autodomínio. Contra estas coisas não existe lei. Pois os que são de Cristo Jesus crucificaram a carne com suas paixões e seus desejos. |
| Filipenses 4,16      | pois também em Tessalônica, uma e outra vez, enviastes-me o que eu precisava. | já em Tessalônica mais uma vez vós me enviastes com que suprir às minhas necessidades. |
| 1 Coríntios 9,5      | Não temos o direito de levar conosco uma SENHORA, IRMÃ, como fazem os outros apóstolos, inclusive os irmãos do Senhor e Cefas? (e como fazia o próprio Senhor Jesus cf. Mc 15,41; Lc 8,1-3) | Não temos o direito de levar conosco, nas viagens, uma MULHER CRISTÃ, como os outros apóstolos e os irmãos do Senhor e Cefas? |
| 1 Pedro 2,2          | Como crianças recém-nascidas, sede ávidos do genuíno leite ESPIRITUAL, para crescerdes COM ELE na salvação, SE JÁ saboreastes quão bom é o Senhor. | Desejai, como crianças recém-nascidas, o leite não adulterado da PALAVRA, a fim de que POR ELE cresçais para a salvação, JÁ QUE provastes que o Senhor é bondoso. |
| Apocalipse 22, 14-15 | Feliz dos que lavam as suas vestes, pois TERÃO DIREITO à árvore da vida e entrarão pelas portas, na cidade. Fora os cães, os feiticeiros, os luxuriosos, os homicidas, os idólatras e todos os amadores e obreiros de falsidades. | Felizes os que lavam suas vestes para TEREM PODER sobre a árvore da vida e para entrarem na cidade pelas portas. Ficarão de fora os cães, os mágicos, os impudicos, os homicidas, os idólatras e todos os que amam ou praticam a mentira |